# Застава Фарских Острва
Застава Фарских Острва је крст са помереним пресеком ка јарболу (Нордијски крст) црвене боје на истом таквом плавом крсту а све на белој подлози. Застава се назива Merkið што значи „барјак“ или „ознака“.

## Историја
Застава је први пут направљена од стране студената са Фарских острва у Копенхагену и касније донета на острва, где је први пу истакнута 22. јуна 1919. године. Године 1931. улази у уобичајену, али још незваничну употребу. Британске снаге су заузеле острва 1940. године после немачке окупације Данске и појавила се потреба разликовања застава на фарским бродовима од бродова окупиране Данске. Британске власти су 25. априла 1940. године одобриле ову заставу као заставу Фарских острва. Законом о аутономији Фарских острва од 23. марта 1948. године застава је коначно призната као званична застава Фарских острва. 25. април је проглашен Даном заставе. 

## Симболика
Доминантна бела боја симболизује чистоту неба као и пену таласа који ударају у обале острва, а црвена и плава су традиционалне боје ношње на Фарским острвима, као и боје са застава Норвешке и Исланда. 
Занимљиво је да је изглед заставе супротан хералдичком и вексилолошком правилу да црвена боја не може бити постављена на плаву.